# Aksel Thorsager
Kaj Aksel Thorsager (født 13. august 1933, død 9. juli 2020) var en dansk atlet og politiassistent. Han var medlem af Københavns IF (1953-1954) Aakirkeby Idrætsforening (1957) og derefter i Politiets Idrætsforening og senere i Attila/NA80 Nykøbing Falster (1968), hvor han også var formand.
Aksel Thorsager var 1950'ernes og 1960'ernes store danske kuglestøder. Han vandt fem danske mesterskaber i kuglestød og deltog i EM både 1958 og 1962. Ni gange forbedrede han i løbet af fem år den danske rekord med over 2,5 meter: En af forbedringerne var kun på 1 cm, men andre var betydeligt længere: den første i 1957 var fra 14,66 til 15, 37, og året efter øgede han fra 16,03 til 16,69 på et stød. Han satte i 1962 sin sidste danske rekord med 17,17, som også blev karrierens længste.
Den bornholmske rekord for seniorer er sat i 1957 af Axel Thorsager med 15,45 meter.
Aksel Thorsager var søn af den tidligere sognepræst i Aaker Sogn-Aakirkeby Harald Koefoed Thorsager og Johanne Ilsøe.

## Internationale mesterskaber
- 1958 EM Kuglestød 15.plads 15,88
- 1962 EM Kuglestød 16,22

## Danske mesterskaber
- Guld 1957 Kuglestød 15,45
- Guld 1958 Kuglestød 15,41
- Guld 1959 Diskoskast 44,73
- Guld 1959 Kuglestød 16,50
- Guld 1961 Kuglestød 15,69
- Guld 1962 Kuglestød 17,14

## Danske rekorder
- Kuglestød: 15,37 1957
- Kuglestød: 15,45 1957
- Kuglestød: 15,67 1958
- Kuglestød: 15,88 1958
- Kuglestød: 16,03 1958
- Kuglestød: 16,69 1958
- Kuglestød: 16,93 1959
- Kuglestød: 16,94 1961
- Kuglestød: 17,17 1962